# Crotalaria leubnitziana
Crotalaria leubnitziana är en ärtväxtart som beskrevs av Schinz. Crotalaria leubnitziana ingår i släktet sunnhampor, och familjen ärtväxter. Inga underarter finns listade i Catalogue of Life.